# Trasa transgambijska

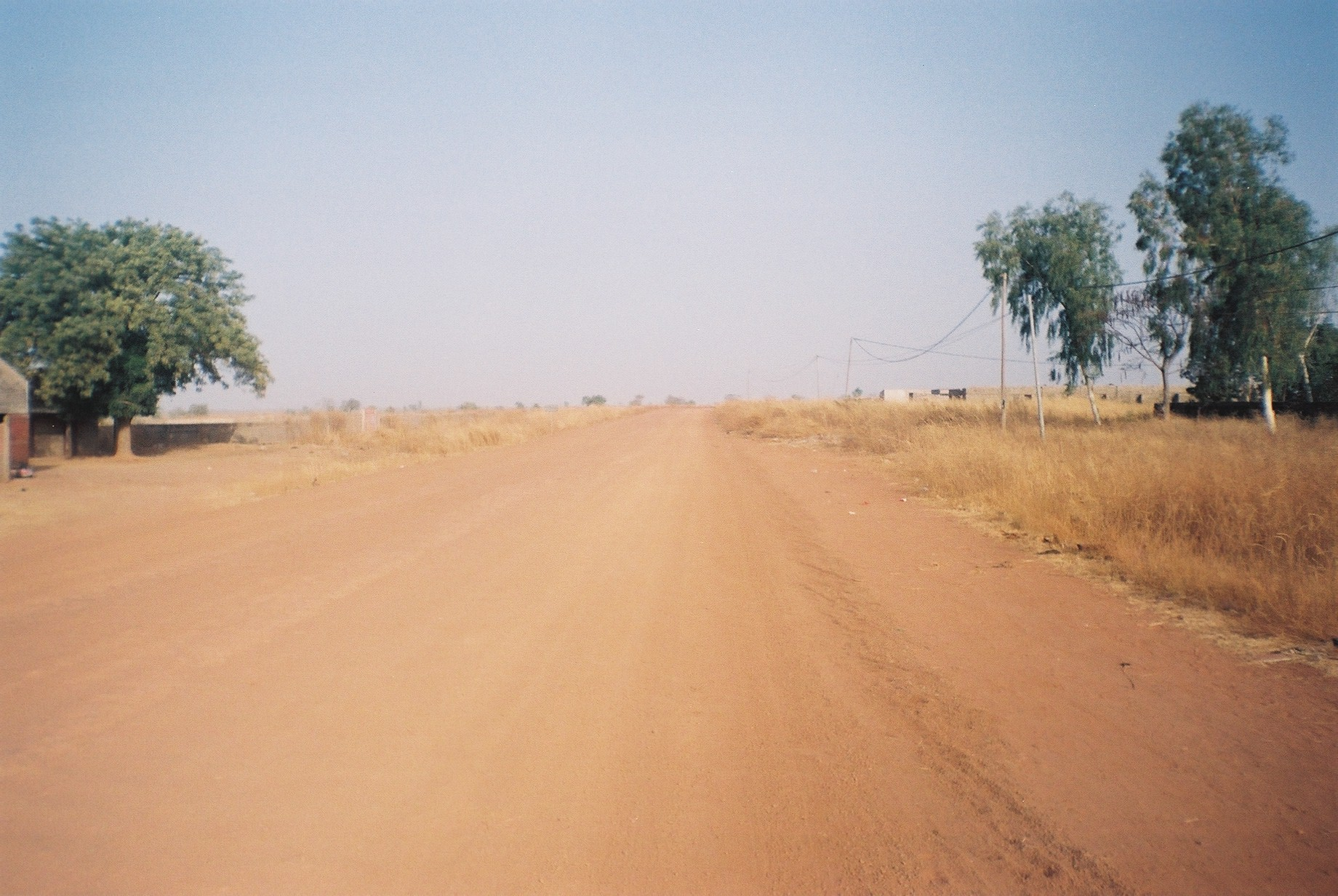
Trasa transgambijska w okolicach Farafenni

Trasa transgambijska (ang. Trans-Gambia Highway) – jedna z ważniejszych dróg w Gambii, przecinająca kraj z północy na południe. Trasa ma też duże znaczenie gospodarcze dla sąsiedniego Senegalu.
Znaczenie gospodarcze trasy transgambijskiej wynika z faktu, że jest ona najważniejszą arterią komunikacyjną łączącą Dakar i Kaolack z regionem Casamance w południowym Senegalu, niemal całkowicie odseparowanym od reszty kraju przez wąską i wydłużoną enklawę, jaką jest państwo Gambia.

## Przebieg trasy
Trasa transgambijska, oznaczona w Senegalu jako droga N4, rozpoczyna się w mieście Kaolack i prowadzi na południowy wschód przez miasto Nioro du Rip do granicy z Gambią około 2 km na północ od Farafenni. Droga skręca tu na południe, przecina w Farafenni trasę North Bank Road, po czym około 5 kilometrów dalej wkracza w obszar lasów namorzynowych nad brzegiem rzeki Gambia. Połączenie z przeciwległym brzegiem zapewnia w tym miejscu przeprawa promowa (jest to najważniejsze połączenie promowe w Gambii po trasie Bandżul/Barra). Trasa transgambijska biegnie dalej przez miasto Soma i po przecięciu South Bank Road ponownie wkracza na terytorium Senegalu. Jako droga N4 trasa skręca tu na południowy zachód i wiedzie do Bignony, gdzie zbiega się z główną drogą łączącą gambijską stolicę Bandżul z położonym dalej na południe Ziguinchorem.